# Raymond Firth
Raymond William Firth (Auckland, 25 de março de 1901 — Londres, 22 de fevereiro de 2002) foi um etnólogo neozelandês.

## Carreira
Como resultado do trabalho etnográfico de Firth, o comportamento real das sociedades (organização social) é separado das regras idealizadas de comportamento dentro da sociedade particular (estrutura social). Ele foi professor de antropologia por muito tempo na London School of Economics, e é considerado o criador sozinho de uma forma de antropologia econômica britânica.